# Burgruine Rummelsberg

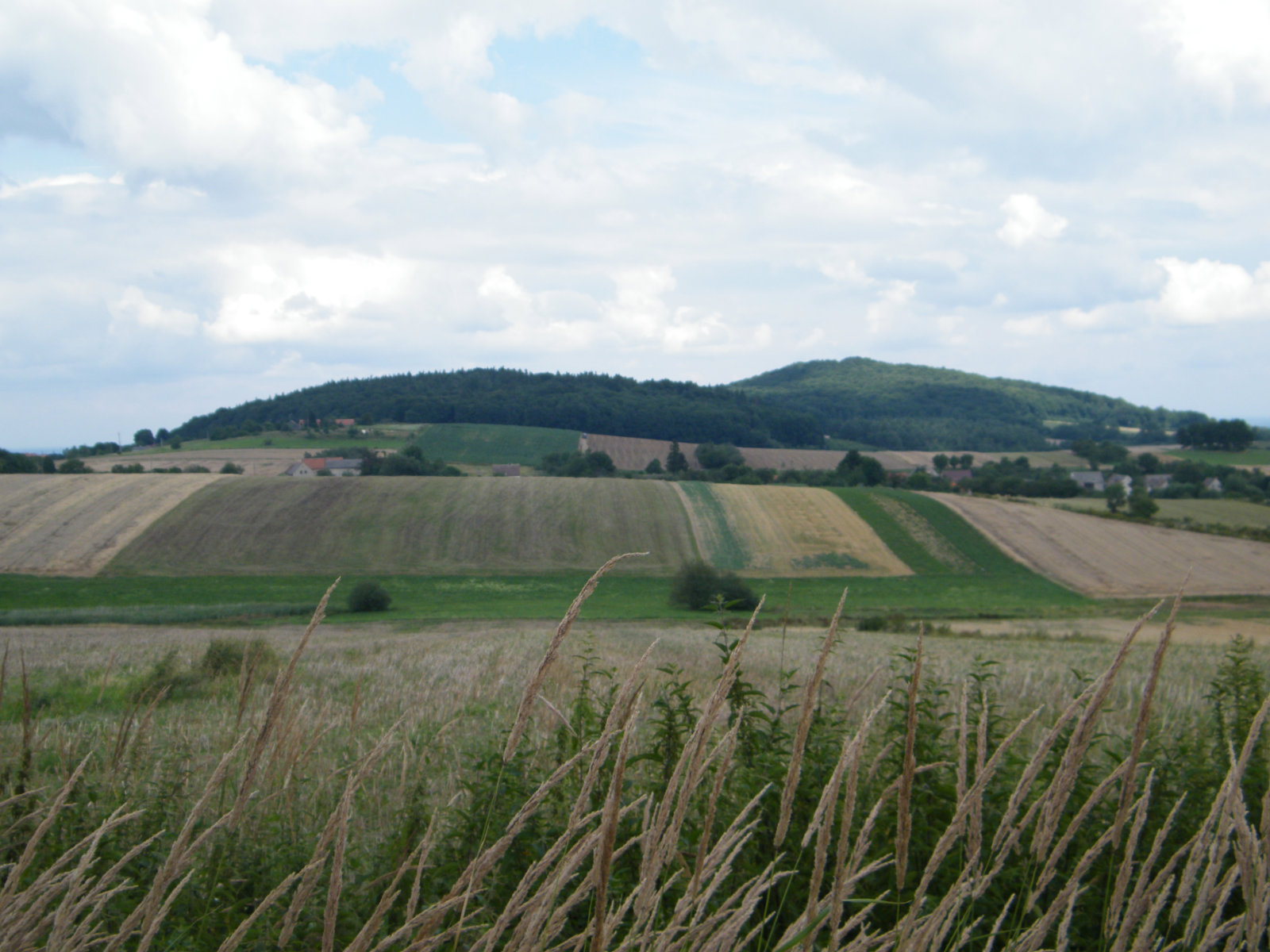
Der Rummelsberg von Süden gesehen

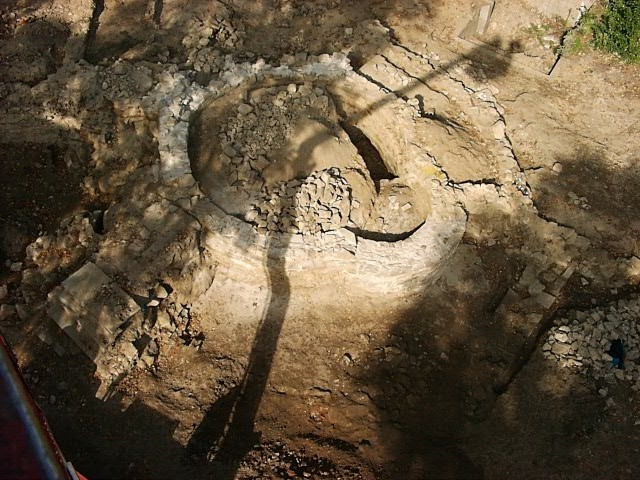
Mauerreste, 2003

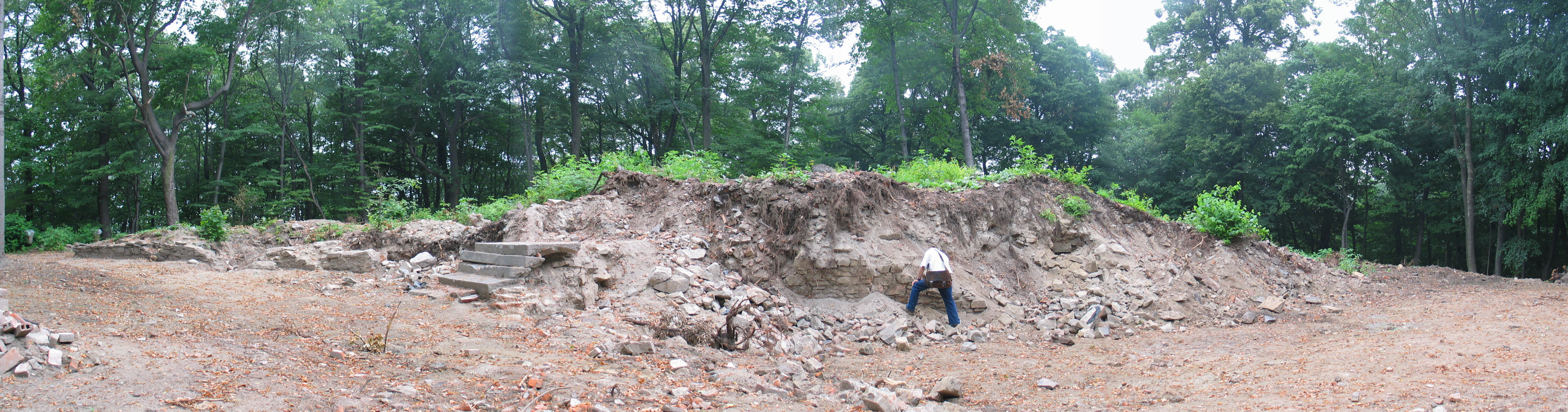
Beginn der archäologischen Grabung, 2003

Die Burg auf dem Rummelsberg (polnisch Gromnik, deutsch auch: Romsberg) befand sich auf der höchsten Erhebung in den Strehlener Bergen. Die Burgreste gehören seit 1945 zum Dorf Krzywina (deutsch Krummendorf) in der Landgemeinde Przeworno (Prieborn) in der Woiwodschaft Niederschlesien in Polen. Von der Burg haben sich Ruinenreste erhalten. Historisch gehörte sie zum Herzogtum Brieg.

## Geschichte
Vermutlich war der Berg schon in frühgeschichtlicher Zeit befestigt. Im Mittelalter wird 1427 hier eine Burg in Besitz derer von Czirn erwähnt. In einer Urkunde erklärten diese, dass sie „den Berg zu bauen und zu festen und dem lande zugute zu besetzen“ vorhätten, widmeten dich jedoch der Raubritterei. Deshalb wurde die Burg 1443 von den Truppen des Oberlandeshauptmanns von Schlesien Konrad von Oels zerstört, jedoch bald wiederaufgebaut. Der Besitz wechselte mehrmals. Schon 1493 war die Burg in Ruinen. Heute sind Reste von Wall und Graben im Gelände zu erkennen.